# Ilija Stanić
Ilija Stanić (né le 19 octobre 1945 à Colopeci) est un agent croate yougoslave de la Direction de la Sûreté de l'État (Uprava državne bezbednosti, UDBA), le service secret yougoslave. Il est l'assassin du général oustachi Vjekoslav Luburic.

## Biographie
Ilija Stanić est né le 19 octobre 1945 à Colopeci, un village de la municipalité de Konjić, à l’ouest de Sarajevo (aujourd'hui en Bosnie-Herzégovine). Son père, Vinko Stanić était oustachi, a combattu la Yougoslavie et était frère d'armes et filleul de Vjekoslav Luburic. Il est mort en 1951, dans une opération militaire.
Ilija Stanic quitte la Yougoslavie en 1966 et, après avoir vécu en France et en Allemagne, s’installe en Espagne.
Il a travaillé dans l’imprimerie du général oustachi Vjekoslav Luburic à Carcaixent (Valence) jusqu’au 20 avril 1969 lorsque Luburic est assassiné par l'agent yougoslave pour ses crimes de guerre dans le Camp de concentration de Jasenovac durant la Seconde Guerre mondiale.
Ilija Stanić a fui et est depuis recherché par Interpol comme auteur du meurtre, mais n'a jamais été arrêté. En 2003, un journaliste valencien, Francesc Bayarri, a retrouvé Ilija Stanić à Sarajevo et a pu obtenir une entrevue. Bayarri a publié un livre sur le sujet, Rencontre à Sarajevo (Cita a Sarajevo).